# 花野文昭
花野 文昭（はなの ふみあき、1995年1月23日 - ）は、新潟県出身のプロバスケットボール選手である。ポジションはポイントガード。身長173cm、体重73kg。国際バスケットボール連盟（FIBA）承認、日本バスケットボール協会（JBA）公認の3x3グローバルプロリーグの3x3.EXE PREMIERのMINAKAMI TOWN.EXEに所属。

## 来歴
本丸中学校（新潟県）から桜丘高校（愛知県）へ進学。
桜丘高校では全国高校総体（インターハイ）や全国高校バスケ選抜優勝大会（ウインターカップ）、国民体育大会に出場。
2013年、信州ブレイブウォリアーズで練習生を経て、選手登録される。
2016年、群馬クレインサンダーズへ移籍。
2019年、SANJO BEATERS.EXEと選手契約する。
2020年、MINAKAMI TOWN.EXEへ移籍。

## 経歴
- 本丸中学校 - 桜丘高校 - 信州ブレイブウォリアーズ（2013年～2016年） - 群馬クレインサンダーズ（2016年～2017年） - SANJO BEATERS.EXE（2019年～2020年） - MINAKAMI TOWN.EXE（2020年～）